# 実験落語neo
実験落語neo（じっけんらくごネオ）は、かつて三遊亭圓丈が渋谷ジァン・ジァンで主催し現代的なモチーフや言葉を用いた新作落語を生み出した「実験落語」を、2016年6月にCBGKシブゲキ!!にて復活させたものである。
第1弾は、円丈をはじめ、林家しん平、ダンカン、清水宏と「実験落語」にゆかりのある面々と講談師・神田松之丞が出演した。
第五回『実験落語neo～シブヤ炎上まつり～』では、桂雀々が円丈作の『インドの落日』を、玉川太福が『悲しみは埼玉に向けて』のネタおろしを行った。
第六回『実験落語neo～シブヤ炎上2017夏コレクション～』では柳家喬太郎が『残酷なまんじゅうこわい』のネタおろしをした。『十八番の噺』によると

## 公演
- 第一回『実験落語neo～シブヤ炎上～』（2016年6月9日開催）
出演：三遊亭円丈、林家しん平、ダンカン、清水宏、神田松之丞
- 第二回『実験落語neo～シブヤ炎上ふたたび～』（2016年8月16日開催）
出演：三遊亭円丈、柳家小ゑん、柳家喬太郎、立川吉笑、桂三度
- 第三回『実験落語neo～シブヤ炎上またもや～』（2016年10月4日開催）
出演：三遊亭円丈、川柳川柳、夢月亭清麿、立川談笑、石田明（NON STYLE）
- 第四回『実験落語neo～シブヤ炎上するかも～』（2017年2月6日開催）
出演：三遊亭円丈、立川左談次、橘家文蔵、春風亭百栄、松尾貴史
- 第五回『実験落語neo～シブヤ炎上まつり～』（2017年4月29日開催）
出演：三遊亭円丈、柳家さん喬、桂雀々、林家彦いち、玉川太福
- 第六回『実験落語neo～シブヤ炎上2017夏コレクション～』（2017年7月6日開催）
出演：三遊亭円丈、柳家喬太郎、春風亭百栄、瀧川鯉八、じゅんいちダビッドソン
- 第七回『実験落語neo～シブヤ炎上しまくり～』（2017年9月8日開催）
出演：三遊亭円丈、桂文珍、三遊亭白鳥、春風亭昇々、清水宏

・第八回『実験落語neo～2017晩秋シブヤ炎上～』（2017年11月24日開催）
出演：三遊亭円丈、林家木久扇、三遊亭天どん、桂宮治／月亭可朝